# Du jour au lendemain (film, 2006)
Pour les articles homonymes, voir Du jour au lendemain (homonymie).
Pour plus de détails, voir Fiche technique et Distribution.
Du jour au lendemain est une comédie française réalisée en 2005 par Philippe Le Guay, sortie le 15 mars 2006.

## Synopsis
François Berthier travaille dans une banque. Sa vie n'est pas rose : un chien qui hurle l'empêche de dormir, la machine à café explose entre ses mains, son patron le déteste, ses collègues l'ignorent, sa femme avec laquelle il ne vit plus veut divorcer, il est régulièrement battu au tennis par son ami...
Soudain, un mardi matin, tout change : les gens lui disent bonjour, la chance lui sourit et il réussit tout ce qu'il ratait auparavant. La question est : pourquoi ?
Même s'il ne trouvera jamais la réponse à cela, contrairement à ce que beaucoup de gens auraient fait, François va fuir progressivement la vague de bonheur qui s'ouvre à lui et tenter de retrouver l'équilibre dans lequel il avait mis ses repères.

## Fiche technique
- Titre : Du jour au lendemain
- Réalisation : Philippe Le Guay
- Scénaristes : Olivier Dazat et Philippe Le Guay
- Musique du film : Philippe Rombi
- Supervision musicale : Valérie Lindon (Ré Flexe Music)
- Directeur de la photographie : Jean-Claude Larrieu
- Montage : Monica Coleman
- Création des décors : Jimmy Vansteenkiste
- Création des costumes : Paule Mangenot
- Cascades : Daniel Vérité, Gérard Kuhnl, Dominique Fouassier et Jean-Louis Bonnet
- Producteurs : Philippe Rousselet et Étienne Comar
- Sociétés de production : Les Films de la Suane, Studiocanal, TF1 Films Production, K2 S.A., Canal+
- Soutiens à la production : Banque Populaire Images 5 et 6, Sogécinéma 3, SCOPE Invest et Scope Pictures
- Filmé en Alga Panavision - matériels Transpalux
- Rushes : Laboratoires Éclair
- Format : Couleur - 2,35:1 - 35 mm Kodak anamorphique, lentilles Cooke
- Pays d'origine :  France et  Belgique
- Société de distribution : Mars Distribution (France), Belga Films (Belgique et Luxembourg) et Frenetic Films (de) (Suisse)
- Budget : 8.77M€[1]
- Langues : français et espagnol
- Caméras : Arricam
- Son : Dolby Digital et DTS
- Sortie : 25 janvier 2006 (Festival Premiers Plans d'Angers), 8 mars 2006 (Belgique), 15 mars 2006 (France)
- Genre : comédie
- Durée : 93 minutes
- Box-office Europe : 526 018 entrées[2]

## Distribution
- Benoît Poelvoorde : François Berthier
- Bernard Bloch : Nicolas Magne, directeur de la banque
- Anne Consigny : Caroline Berthier
- François-Éric Gendron : Laurent, l'ami de François
- Constance Dollé : Marion
- Anne Le Ny : Mme Delassus
- Rufus : Cremer, l'agent de sécurité
- Flannan Obé : Thierry
- Robert Castel : Robert Plisson
- Lauriane Escaffre : Collègue François
- Bernard Ballet : M. Mercier
- Manuela Gourary : Mme Mercier
- Catherine Chevallier : La médiatrice
- Michaël Cohen : Lucas
- Michelle Marquais : Mme Magne
- Mhamed Arezki : Jimmy, le livreur de pizzas
- Jean-Luc Porraz : Médecin de l'hôpital
- Olivier Broche : Jean-François Robert
- Alexia Doucet : Jennifer
- Alexandre Carrière : Le jeune voisin
- Émilie Lafarge : La jeune voisine
- Christine Vézinet : Mme Montbrun
- Philippe Beglia : le client du DAB
- Daniel Isoppo : Kiosquier
- Dominique Charpentier : Boulangère
- Jérôme Beaujour : Écrivain dépressif
- Xavier Mestres Emilió : Homme d'affaires espagnol 1
- Rodolfo De Souza : Homme d'affaires espagnol 2
- José Etchelus : Homme d'affaires espagnol 3
- Colette Chenaillier : Vendeuse chiens
- Rachid Ziad : Maître-chien
- Olivier Dazat : Dragueur self-service
- Frédéric Souquet : Vendeur vêtements
- Dominique Fouassier : Nouveau vigile
- Nathalie Nivoix : Hôtesse d'accueil
- Manuel Martin : Client self 1
- Bertrand Altmann : Client self 2
- Magalie Mateci : Joueuse tennis
- Julie Nicolet : Joueuse tennis

## Autour du film
- Le personnage principal, François Berthier, habite dans la tour Tokyo, située sur la dalle des Olympiades (Paris, 13e arrondissement).
- Autres lieux de tournage : Parc Montsouris (14ème arrondissement),  aéroport Paris-Charles-de-Gaulle[3]